# Maria Börner-Sandrini
Pour les articles homonymes, voir Börner et Sandrini.
Maria Börner-Sandrini, née le 14 juin 1808 et morte le 24 décembre 1890 à Dresde, est une chanteuse lyrique, pianiste et compositrice allemande.

## Biographie
Maria Börner-Sandrini est la fille de L. Sandrini. C'est une célèbre soprano de son époque, mais aussi pianiste et professeure de chant. Elle a composé plusieurs mélodies parmi lesquelles un Ave Maria pour alto et piano.